# Богоявленська церква (Палтога)
Богоявленська церква — відома пам'ятка дерев'яної архітектури Російської імперії, датована 1733 роком. Розташовується в селі Палтога Витегорського району Вологодської області.

## Розташування
Богоявленська церква в селі Палтога розташована на відстані вісімнадцять кілометрів від міста Витегра на північному заході Вологодської області. Поряд з церквою проходить траса Вологда-Санкт-Петербург-Петрозаводськ. Місцина була храмовою територією століттями. Поряд — руїни покинутої цегляної Знаменської церкви в стилі класицизм, яку побудували на початку 19 століття. Загальна висота цегляної Знаменської церкви була меншою за висоту дерев'яної Богоявленської церкви. Разом вони створювали значний просторовий оріентир на рівнинній місцевості.

## Опис храму
Богоявленська церква в селі Палтога мала «попередників», варіанти подібної композиції храмів існували в селах Ошта, Пом'ялово, Масельга, Девятини.

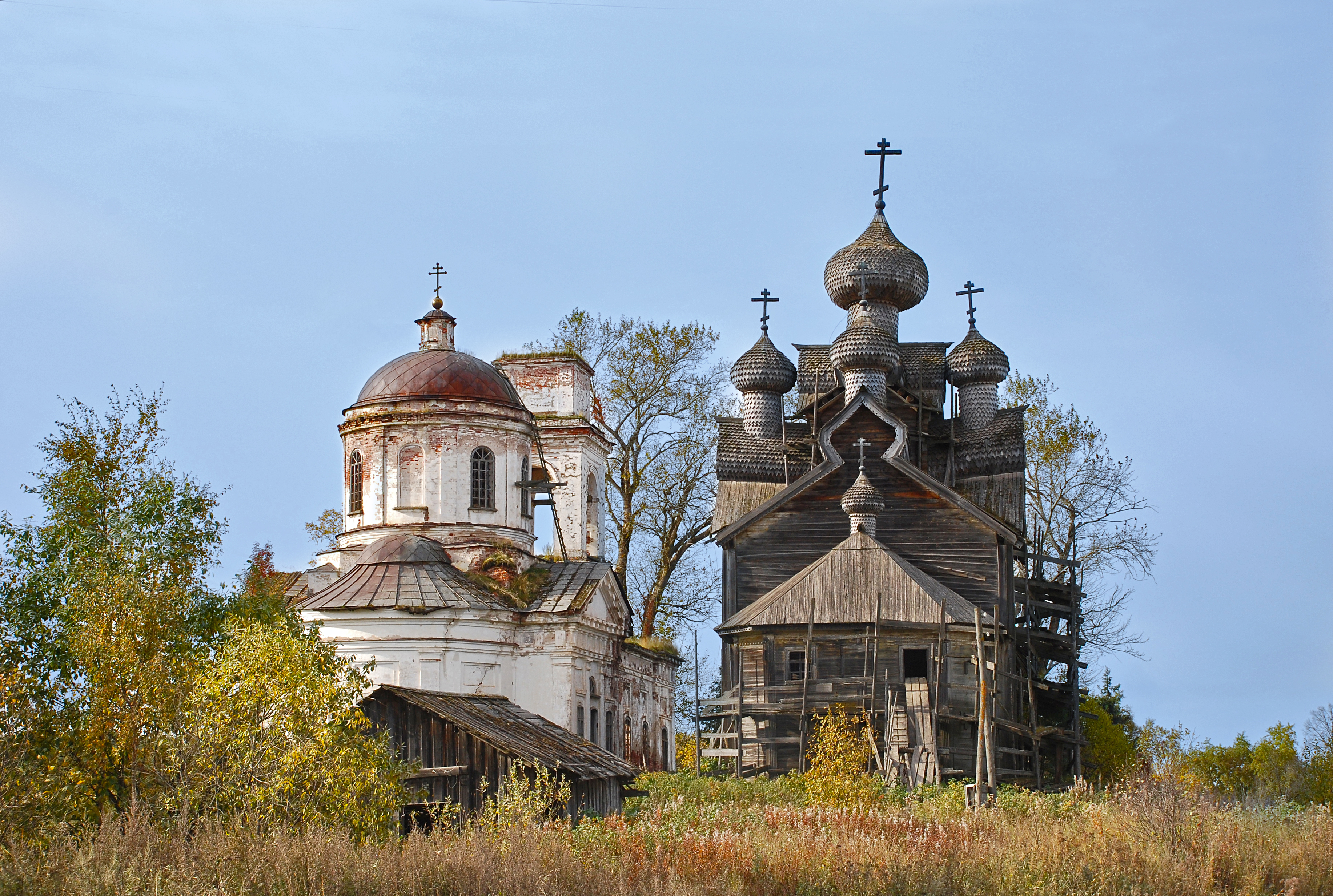
Знаменська і Богоявленська церкви у Палтозі. 2008

За поземним планом — це високий квадрат (четверик), увінчаний бічними бочками з банями і куполами-цибулинками. Центральна баня і цибулинка найбільші і головували в силуеті храмової споруди. Але церква справляє враження видовженого об'єму завдяки гранчатій абсиді зі сходу (з власною банею і малою цибулинкою) і прибудові трапезної з заходу. Надзвичайно вдало були знайдені пропорції храму, співвідношення бань, куполів, абсиди. Фасади були позбавлені дрібниць і зайого декору. Від негоди храм ззовні захистили дошками в 19 столітті. Таким він і зберігся до 21 століття.

## Стан споруди
В підрадянський період в роки безбожної п'ятирічки церкву зачинили, а бічні бані з цибулинками зрубали. В такому вигляді церкву фотографували і оприлюднили фотографії в книзі Рыбаков А. «Устюжна. Череповец. Вытегра», 1981.
В 1980-ті роки розпочали рестараційні роботи, які покинули після відновлення бічних бань з цибулинками та ґонтовим покриттям. Покинутий храм небезпечно нахилився і загрожував обвалом вже при обстеженнях 2005 року. 2009 року яруси бань з цибулинками завалилися.